# Parasitorhabditus acuminati
Parasitorhabditus acuminati är en rundmaskart. Parasitorhabditus acuminati ingår i släktet Parasitorhabditus och familjen Rhabditidae. Inga underarter finns listade i Catalogue of Life.